# 新田駅 (岐阜県)
新田駅（しんでんえき）は、岐阜県関市新田にあった名鉄美濃町線の駅。

## 歴史
1911年（明治44年）に、美濃町線が前身である美濃電気軌道の路線として開業した当初から存在する。美濃町線は2005年（平成17年）4月1日をもって廃止され、当駅も廃駅となった。
- 1911年（明治44年）2月11日 - 美濃電気軌道の神田町駅（のちの岐阜柳ヶ瀬駅） - 上有知駅（のちの美濃駅）間の開通と同時に開業[3]。
- 1930年（昭和5年）8月20日 - 美濃電気軌道が名古屋鉄道（初代。同年中に名岐鉄道に改称し、1935年より名古屋鉄道に再改称）に合併。同社の美濃町線の駅となる[3]。
- 1948年（昭和23年）11月1日以前 - 無人化[4]。
- 2005年（平成17年）4月1日 - 美濃町線の廃止に伴い廃駅[5]。

## 駅構造
無人駅で、単式1面1線のホームを持っていた。待合室がある。
南側を国道248号、北側を側道にはさまれた専用軌道上に設置されていた。

### 配線図
| ← 徹明町方面 | 新田駅 構内配線略図 | → 新関方面 |
| 凡例 出典:   |                     |            |

## 利用状況
- 『名古屋鉄道百年史』によると1992年度当時の1日平均乗降人員は346人であり、この値は岐阜市内線均一運賃区間内各駅（岐阜市内線・田神線・美濃町線徹明町駅 - 琴塚駅間）を除く名鉄全駅（342駅）中294位、 美濃町線日野橋 - 美濃間（14駅）中8位であった[2]。

## 駅周辺
- 関市立倉知小学校

駅の先、新関駅方面で東海北陸自動車道がオーバークロスしている。
- 岐阜バス・関シティバス：「新田」バス停留所（代替交通）[8][9]

## 隣の駅
名古屋鉄道
美濃町線
赤土坂駅 - 新田駅 - 新関駅